# Nowy Port (Polen)
Nowy Port (Nieuwe haven) is een wijk van Gdańsk gelegen aan de Oostzee en de monding van de Martwa Wisła. Vanuit Nowy Port vertrekt de veerpont naar Stockholm. Ook is er een veerdienst over de Martwa Wisła naar Wisłoujście. Tot 1945 was het stadsdeel bekend onder de Duitse naam Neufahrwasser.

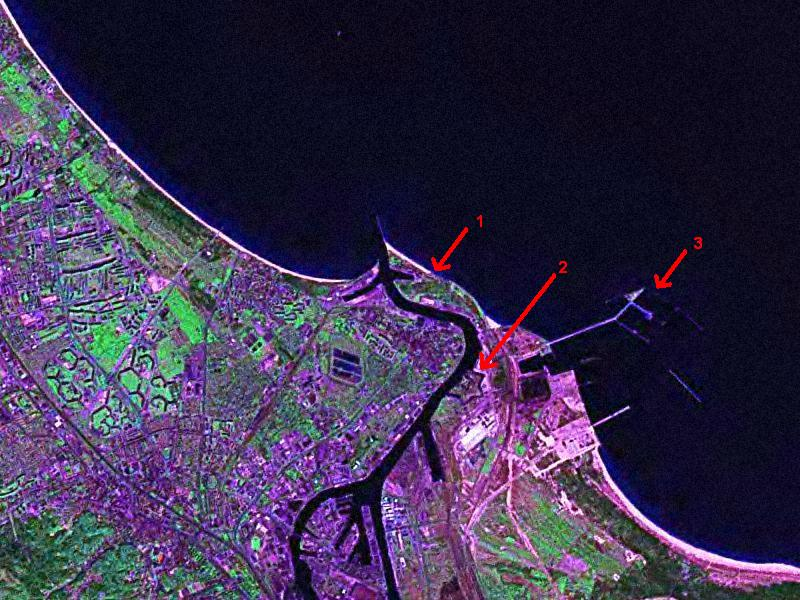
Satellietfoto van Nowy Port met 1. Westerplatte 2.Twierdza Wisłoujście 3. Port Północny

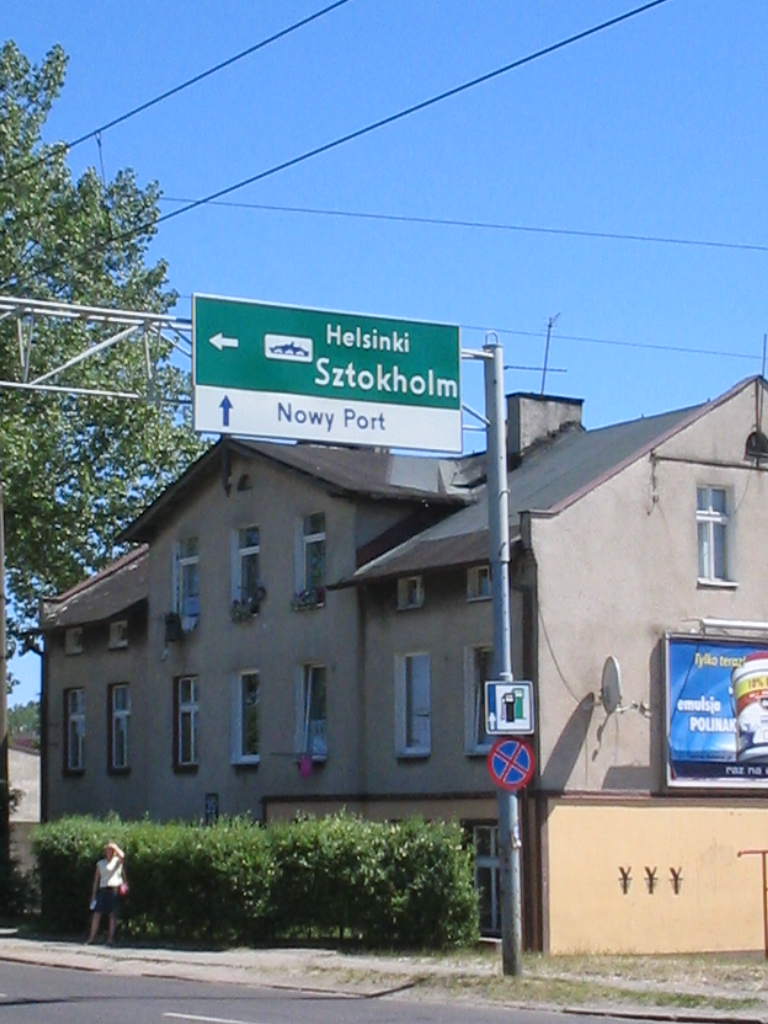
Nowy Port

Aniołki · Brętowo · Brzeźno · Chełm-Południe · Jelitkowo · Kokoszki · Krakowiec-Górki Zachodnie · Letnica · Matarnia · Młyniska · Nowy Port · Oliwa · Olszynka · Orunia-Św.Wojciech-Lipce · Osowa · Piecki-Migowo · Przymorze · Rudniki · Siedlce · Stogi z Przeróbką · Strzyża · Suchanino · Śródmieście · VII Dwór · Wrzeszcz · Wyspa Sobieszewska · Wzgórze Mickiewicza · Zaspa-Młyniec · Zaspa-Rozstaje · Żabianka-Wejhera-Jelitkowo-Tysiąclecia